# Écoulottes
Écoulottes (französisch: Ruisseau des Écoulottes) ist ein kleiner Fluss im Osten von Frankreich, der im Département Haute-Saône der Region Bourgogne-Franche-Comté nordöstlich der Stadt Dijon verläuft.

## Geografie

### Verlauf
Das Flüsschen entspringt an der Gemeindegrenze von Framont und Écuelle, entwässert generell in südlicher Richtung und mündet nach rund 16 Kilometern im Gemeindegebiet von Gray als rechter Nebenfluss in die Saône.

### Orte am Fluss
(Reihenfolge in Fließrichtung)
- Écuelle
- Oyrières
- La Chapelotte, Gemeinde Auvet-et-la-Chapelotte
- Chargey-lès-Gray
- Arc-lès-Gray
- Gray